# If You Had My Love
If You Had My Love – pierwszy singel Jennifer Lopez promujący jej debiutancki album On the 6. Został wydany 19 kwietnia 1999 roku i szybko wszedł na pierwsze miejsce w U.S. Billboard Hot 100. W Wielkiej Brytanii zdobył czwarte miejsce.

## Informacje
Piosenka została napisana przez Rodneya Jerkinsa, Freda Jerkinsa III, LaShawn Danielsa i Cory'ego Rooneya. Wyprodukował ją Rodney Jerkins. Jest podobna do innej produkcji Jerkinsa o podobnym tytule, a mianowicie "If I Gave You Love" Chanté Moore.
"If You Had My Love" zadebiutował na U.S. Billboard Hot 100 15 maja 1999 na 64. miejscu. W dwa tygodnie po debiucie przeskoczył na miejsce ósme. Na pierwszym miejscu znalazł się 12 czerwca 1999 i znajdował się na nim przez pięć kolejnych tygodni. Singel przez 15 tygodni utrzymał się w pierwszej dziesiątce. Była to jedna z najpopularniejszych piosenek dance-pop w lecie 1999.

## Teledysk
Teledysk został wyreżyserowany przez Paula Huntera. Teledysk zyskał cztery nominacje do 1999 MTV Video Music Awards.

## Lista utworów
CD single
1. "If You Had My Love" (Pablo Flores Remix)
2. "If You Had My Love" (Radio Edit)
3. "If You Had My Love" (Dark Child Remix #1)
4. "If You Had My Love" (Master mix)
5. "If You Had My Love" (Dark Child Remix #2)

CD maxi single
1. "If You Had My Love" (Radio Edit)
2. "If You Had My Love" (Pablo Flores Remix Edit)
3. "If You Had My Love" (Dark Child Remix Edit)
4. "If You Had My Love" (Pablo Flores Remix)
5. "If You Had My Love" (Dark Child Extended)
6. "No Me Ames" (Tropical Remix) (duet with Marc Anthony)

CD promo single (dostępne także na kasecie)
1. "If You Had My Love"
2. "No Me Ames" (Tropical Remix) (duet with Marc Anthony)

## Pozycje na listach przebojów
| Kraj/region              | Notowanie (1999)          | Wydawca                         | Najwyższa pozycja |
| ------------------------ | ------------------------- | ------------------------------- | ----------------- |
| Australia                | ARIA Top 50 Singles       | ARIA Charts                     | 1                 |
| Austria                  | Top 40 Singles            | Ö3 Austria Top 40               | 13                |
| Belgia (Flandria)        | Ultratop 50               | Ultratop                        | 9                 |
| Belgia (Region Waloński) | Ultratop 40               | Ultratop                        | 3                 |
| Czechy                   | Oficiální Česká Hitparáda | IFPI                            | 5                 |
| Dania                    | Track Top 40              | Nielsen                         | 5                 |
| Finlandia                | Top 20 Singles            | Musiikkituottajat               | 1                 |
| Francja                  | Top 100 Singles           | SNEP                            | 4                 |
| Grecja                   | Top 50 Singles            | Music & Media                   | 1                 |
| Irlandia                 | Top 100 Singles           | IRMA                            | 8                 |
| Hiszpania                | Top 50 Singles            | PROMUSICAE                      | 7                 |
| Holandia                 | Dutch Top 40              | MegaCharts                      | 1                 |
| Holandia                 | Single Top 100            | MegaCharts                      | 2                 |
| Kanada                   | Top Singles               | RPM                             | 1                 |
| Łotwa                    | Top 20 Airplay            | IFPI                            | 4                 |
| Niemcy                   | Top 100 Singles           | Media Control Charts            | 5                 |
| Norwegia                 | Top 20 Singles            | VG-lista                        | 7                 |
| Nowa Zelandia            | Top 40 Singles            | RIANZ                           | 1                 |
| Polska                   | Top 30 Singles            | 30 ton – lista, lista przebojów | 1                 |
| Polska                   | Official Airplay Chart    | Music & Media                   | 2                 |
| Stany Zjednoczone        | Billboard Hot 100         | Billboard                       | 1                 |
| Stany Zjednoczone        | Adult Top 40              | Billboard                       | 32                |
| Stany Zjednoczone        | Hot Dance Club Songs      | Billboard                       | 5                 |
| Stany Zjednoczone        | Hot Latin Songs           | Billboard                       | 27                |
| Stany Zjednoczone        | Hot R&B/Hip-Hop Songs     | Billboard                       | 6                 |
| Szwajcaria               | Top 100 Singles           | Schweizer Hitparade             | 5                 |
| Szwecja                  | Top 60 Singles            | Sverigetopplistan               | 9                 |
| Węgry                    | Top 10 Singles            | MAHASZ                          | 1                 |
| Węgry                    | Official Airplay Chart    | Music & Media                   | 2                 |
| Wielka Brytania          | UK Singles Chart          | OCC                             | 4                 |
| Włochy                   | Top 50 Singles            | FIMI                            | 3                 |
| Włochy                   | Official Airplay Chart    | Music & Media                   | 1                 |

Notowania radiowe
| Kraj   | Notowanie (1999)                   | Wydawca                | Najwyższa pozycja | Data osiągnięcia pozycji szczytowej |
| ------ | ---------------------------------- | ---------------------- | ----------------- | ----------------------------------- |
| Polska | Lista przebojów Programu Trzeciego | PR3                    | 5                 | 1999−08−20                          |
| Polska | Szczecińska Lista Przebojów        | Polskie Radio Szczecin | 3                 | 1999−08−21                          |